# Александринский театр
Александри́нский театр (полное официальное название — «Национальный драматический театр России (Александринский)», в просторечии — Александринка, Пушкинский театр) — петербургский театр, один из старейших драматических театров России, сохранившихся до нашего времени.
С 22 августа 2024 года директором театра является назначен Александр Малич.

## История

### «Доалександринский» период: 1756—1837
Первый постоянный публичный театр в России был основан по указу императрицы Елизаветы Петровны 30 августа (10 сентября) 1756, первоначальное название — «Русский театр для представлений трагедий и комедий». Труппу возглавил «отец русского театра» Фёдор Волков, директором театра стал драматург А. П. Сумароков. С 1759 года театр получил статус придворного.
С 1763 года, по причине смерти Волкова, во главе труппы становится старейший русский актёр И. А. Дмитревский.
«Российские придворные актёры», игравшие пьесы Сумарокова, Фонвизина, Я. Б. Княжнина, В. И. Лукина, П. А. Плавильщикова, П. Корнеля, Ж. Расина, Вольтера, Ж. Б. Мольера, П. Бомарше, долгое время выступали в различных театральных помещениях.
С начала 1770-х годов в репертуаре прочное место занимает комическая опера.

### Здание
На месте современного здания в 1801 году был построен деревянный театр для итальянской труппы Казасси. Через некоторое время эта труппа была распущена, а здание было выкуплено в казну и стало называться Малым театром.
31 августа (12 сентября) 1832 года, через 76 лет после организации труппы, театр получил здание, созданное зодчим Карлом Росси, обращённое главным фасадом к Невскому проспекту. Здание является одним из выдающихся архитектурных памятников Петербурга, выполнено в стиле ампир.
На 1841 год здесь было 107 лож (10 в бенуаре, 26 лож первого яруса, 28 — второго, 27 — третьего и 16 — четвёртого), балкон на 36 человек, галерея четвёртого яруса на 151 место, 390 мест в пятом ярусе, 231 кресло в партере (9 рядов) и 183 места за ними. В общей сложности театр мог вместить в себя до 1 700 человек.

### XIX век
С 1832 года театр стал называться Александринским. Название было дано в честь супруги императора Николая Первого Александры Фёдоровны.
На протяжении всего XIX века театр был флагманом театральной жизни столицы, в стенах этого театра рождалась история русской театральной культуры.
В начале века весь русский театр ориентировался на европейские образцы, постепенно нарабатывая свою, оригинальную школу.
В первой половине века, после победы в Отечественной войне 1812 года, повышенной популярностью пользовались лёгкие жанры — комедия и водевиль. В театре шли пьесы таких авторов, как М. Н. Загоскин, Н. И. Хмельницкий и А. А. Шаховской.
Сцена театра была украшена постановками ранних комедий А. С. Грибоедова — Молодые супруги (1815) и Притворная неверность (1818). Комедийный репертуар театра исполнялся такими актёрами, как М. И. Вальберхова и И. И. Сосницкий. Погружение в водевиль привело к совершенствованию мастерства актёров в пластике, внешней технике, сочетанию движения и пения. Такое изменение театральной школы стало причиной противопоставления петербургской и московской школ.

…Вообще в сценическом отношении Петербург отличается от Москвы большим умением, если не быть, то казаться удовлетворительным со стороны внешности и формы. Словом, сцена в Петербурге больше искусство, в Москве же она — талант.— критик В. Г. Белинский
На протяжении дореволюционной истории был предметом особого внимания императоров и дирекции императорских театров, особенно при Николае I. Этот период обозначен расцветом водевиля. Выдающиеся актёры в 1830—1850-е — Н. О. Дюр, В. Н. Асенкова, А. В. Каратыгин, И. И. Сосницкий. В театре были впервые поставлены «Горе от ума» Грибоедова (1831), «Ревизор» Гоголя (1836), «Гроза» Островского (1859).
Во второй половине XIX века сложилась труппа, связанная с именами В. Н. Давыдова, К. А. Варламова, М. Г. Савиной, П. М. Свободина, В. В. Стрельской, В. П. Далматова, М. В. Дальского, П. А. Стрепетовой, затем В. Ф. Комиссаржевской.

### XX век
C 1920 года стал именоваться «Государственный театр драмы» (или «Ак-драма» — от «академический»), затем ему было присвоено имя А. С. Пушкина.
В театре, прозванном в 1920-е «режиссёрской меккой», в разное время работали режиссёры Всеволод Мейерхольд, Игорь Терентьев, Сергей Радлов, Николай Акимов, Николай Петров, Леонид Вивьен, Григорий Козинцев, Георгий Товстоногов и многие другие мастера сцены.
Во время Великой Отечественной войны театр был эвакуирован. 3 сентября 1941 года артисты прибыли в Новосибирск; театр работал в помещении театра «Красный факел».
С 1975 по 1991 художественным руководителем театра был Игорь Горбачёв.
В 1990-е название «Александринский» вновь стало официальным.
Главный режиссёр Александринского театра — с сентября 2016 года по июнь 2023 года — Николай Рощин.

### XXI век
С 2003 по 2024 год — художественным руководителем был Валерий Фокин, с 2024 года — президент. Художественным руководителем театра становится Никита Кобелев.
30 августа 2006 года коллектив театра удостоен благодарности Президента России за заслуги в развитии театрального искусства и достигнутые творческие успехи.
В мае 2010 года началось строительство второй сцены театра, планировавшейся ещё с 1980-х. 15 мая 2013 года новая сцена была открыта спектаклем-лабораторией «Преступление» по мотивам романа Фёдора Достоевского «Преступление и наказание».
В конце марта 2019 года министр культуры Владимир Мединский принял решение объединить Александринский театр с Волковским, объединив их в Первый национальный театр России. Но буквально в тот же день премьер-министр России Дмитрий Медведев приостановил действие приказа Минкульта «в связи с многочисленными обращениями общественности в адрес председателя правительства». Премьер-министр поручил Владимиру Мединскому провести широкое обсуждение этого проекта с привлечением профессионального сообщества и общественности Санкт-Петербурга и Ярославля. Никита Михалков положительно оценил идею объединения двух театров. Проект также был поддержан режиссёром Константином Богомоловым. В свою очередь советник президента по культуре Владимир Толстой высказался против данной идеи и назвал её «опасным прецедентом». Также перспективу объединения театров раскритиковал глава Союза театральных деятелей Александр Калягин. В итоге объединение театров не состоялось.

## Награды
- В 1981 году театр награждён Орденом Октябрьской Революции.
- 24 декабря 1982 года театр награждён Почётной Грамотой Президиума Верховного Совета 
Азербайджанской ССР[21].

## Труппа театра
- Мария Домашёва и Константин Варламов
- Михаил Дарский

### Дореволюционная труппа театра и в первые советские годы
В разное время в театре играли (в скобках указаны даты работы в театре):
- Абаринова, Антонина Ивановна (1878—1901)
- Адашевский, Константин Игнатьевич (с 1925 до 1987)
- Азанчевский, Серафим Васильевич
- Александровская, Екатерина Владимировна (1918—1926, 1941—1973)
- Аполлонский, Роман Борисович
- Арбенин, Николай Фёдорович
- Арди, Николай Иванович
- Асенков, Александр Николаевич
- Асенкова, Александра Егоровна (1814-oколо 1834)
- Асенкова, Варвара Николаевна (1835—1841)
- Балашова, Роза Трофимовна (с 1962)
- Богданова-Чеснокова, Гликерия Васильевна (1924—1928)
- Борецкий, Иван Петрович
- Борисов, Александр Фёдорович (с 1928 до 1982)
- Брошель, Александра Карловна (1864—1866)
- Брянский, Яков Григорьевич (1811—1853)
- Бурдин, Фёдор Алексеевич
- Вальберхова, Мария Ивановна
- Варламов, Константин Александрович
- Васильев, Павел Васильевич (1860—1875)
- Васильева, Надежда Сергеевна (18?-1920)
- Ведринская, Мария Андреевна (1906—1916, 1917—1923)
- Вивьен, Леонид Сергеевич (1911—1966)
- Виноградов, Василий Иванович (1870—1878)
- Вольф-Израэль, Евгения Михайловна (1923—1975)
- Ге, Григорий Григорьевич
- Гидони, Евгения Иосифовна (1922—1925)
- Гзовская, Ольга Владимировна (1943—1956)
- Горбунов, Иван Фёдорович
- Горев, Фёдор Петрович
- Горева, Елизавета Николаевна (1895)
- Горин-Горяинов, Анатолий Михайлович (1880—1883)
- Горин-Горяинов, Борис Анатольевич (1911—1944)
- Григорьев, Пётр Григорьевич (1831—1854)
- Григорьев, Пётр Иванович (начало 20-х XIX века — 1871)
- Громова, Пелагея Кузьминична, урождённая Бормотова, встречается под обеими фамилиями
- Гусева, Елена Ивановна
- Давыдов, Владимир Николаевич (1880—1924)
- Далматов, Василий Пантелеймонович (1884—1895)
- Дальский, Мамонт Викторович
- Дарский, Михаил Евгеньевич (1902—1924)
- Джобинов, Александр Георгиевич (1931—1961)
- Долинов, Анатолий Иванович (1897—1918 с небольшим перерывом)
- Домашёва, Мария Петровна (1899-)
- Дубинский, Николай Вячеславович (1932—1935)
- Дюжикова, Антонина Михайловна
- Дюр, Николай Осипович
- Евгениев, Михаил Евгеньевич
- Ежова, Екатерина Ивановна
- Жихарева, Елизавета Тимофеевна
- Жулев, Гавриил Николаевич
- Жулева, Екатерина Николаевна
- Зингеревич, Евгения Львовна
- Зубов, Николай Николаевич (1866—1886)
- Зубров, Пётр Иванович (1822—1873)
- Иванов, Александр Трофимович
- Ильинская, Мария Васильевна (1882—1892)
- Каратыгин, Василий Андреевич (1820—?)
- Каратыгин, Пётр Андреевич
- Карпов, Евтихий Павлович
- Карпов, Иван Иванович (1933—1962)
- Киселёвский, Иван Платонович
- Климовский, Евгений Иванович (1854—1855)
- Колосов, Георгий Константинович (1927—1928 и 1939—1989)
- Колосова, Александра Михайловна (1819—1844/1845)
- Комиссаржевская, Вера Фёдоровна (1896—1902)
- Корвин-Круковский, Юрий Васильевич
- Корчагина-Александровская, Екатерина Павловна (1915—?)
- Котляревская, Вера Васильевна (1898—1918)
- Кржечковская, Ангелина Агеевна (1948—?)
- Кронеберг, Зинаида Дмитриевна (1871—1879)
- Крутицкий, Антон Михайлович
- Лаврентьев, Андрей Николаевич (1910—1918)
- Левкеева, Елизавета Ивановна (Левкеева 2-я) (1871-)
- Левкеева, Елизавета Матвеевна (Левкеева 1-я) (1843—1881)
- Ленский, Павел Дмитриевич (c 1890)
- Леонидов, Леонид Львович
- Лерский, Иван Владиславович
- Линская, Юлия Николаевна
- Локтев, Алексей Васильевич (1980—1988)
- Лядова, Вера Александровна (1865—1870)
- Максимов, Алексей Михайлович (артист)
- Максимов, Гавриил Михайлович
- Малышев, Павел Иванович
- Малютин, Яков Осипович (с 1915 г.)
- Мамаева, Нина Васильевна (1954—2001)
- Марковецкий, Семён Яковлевич (-1880)
- Мартынов, Александр Евстафьевич (1836—1860)
- Медведев, Пётр Михайлович
- Меркурьев, Василий Васильевич (1937—1978)
- Мичурина-Самойлова, Вера Аркадьевна (1886—1948)
- Монахов, Ипполит Иванович
- Монготье, Мария
- Музиль, Александр Александрович (1908—1995)
- Натарова, Анна Петровна (1851—1890)
- Натарова, Татьяна Ильинична
- Немирова-Ральф, Анастасия Антоновна
- Нильский, Александр Александрович
- Оболенский, Павел Дмитриевич (Ленский)
- Озаровская, Дарья Михайловна (с 1901 по 1908 г.; урождённая Мусина-Пушкина; жена Ю. Э. Озаровского)
- Озаровский, Юрий Эрастович. После революции эмигрировал и основал в Париже русскую драматическую школу.
- Пасхалова, Анна Александровна
- Панчин, Александр Семёнович
- Пашковский, Донат Христофорович (1879 — 9 января 1938)[источник не указан 4699 дней]
- Петипа, Мариус Мариусович
- Петровский, Андрей Павлович (1904—1915)
- Писарев, Модест Иванович
- Плавильщиков, Пётр Алексеевич
- Подобедова, Екатерина Ивановна (1858—1882)
- Подобедова, Надежда Ивановна (1849—1883)
- Полонский, Александр Сергеевич
- Полтавцев, Корнелий Николаевич
- Потоцкая, Мария Александровна
- Пронский, Платон Петрович
- Прусаков, Виктор Васильевич
- Радин, Пётр Дмитриевич (1825—1850-е)
- Рамазанова, София Александровна
- Рашевская, Наталья Сергеевна
- Рощина-Инсарова, Екатерина Николаевна (1913—1918)
- Рязанцев, Василий Иванович
- Сабурова, Екатерина Александровна (1855-?)
- Савина, Марья Гавриловна (1874—?)
- Сазонов, Николай Фёдорович (1864—1902?)
- Самарин, Иван Васильевич
- Самойлов, Василий Васильевич (1835—1875)
- Самойлов, Николай Васильевич
- Самойлов, Павел Васильевич (1920—1924)
- Самойлова, Вера Васильевна (1841-)
- Самойлова, Надежда Васильевна (1838—1859)
- Сандунов, Сила Николаевич
- Свободин, Павел Матвеевич
- Семёнова, Екатерина Семёновна (1805—1826)
- Симонов, Николай Константинович (1925—1931, 1934—1973)
- Смолич, Николай Васильевич (1911—1922)
- Снеткова, Феодосия Александровна (1856—1863)
- Соловцов, Николай Николаевич (один сезон 1882)
- Сосницкая, Елена Яковлевна
- Сосницкий, Иван Иванович
- Спорова, Мария Алексеевна (урождённая Бибикова)
- Стрелкова, Александра Ивановна (1878—1882)
- Стрельская, Варвара Васильевна (1857—1915)
- Стрепетова, Пелагея Антиповна
- Струйская, Елена Павловна (1861—1881)
- Студенцов, Евгений Павлович (1911—1941, с перерывами)
- Судьбинин, Иван Иванович (1909 — ?)
- Сушкевич, Борис Михайлович (1933—1936)
- Тиме, Елизавета Ивановна (1908—?)
- Тираспольская, Надежда Львовна
- Толубеев, Юрий Владимирович (1942—?)
- Толченов, Павел Иванович
- Уралов, Илья Матвеевич
- Фёдоров, Николай Фёдорович (артист) (? — 1919)
- Фёдоров-Юрковский, Фёдор Александрович
- Федотов, Александр Филиппович (1893 —)
- Фрейндлих, Бруно Артурович (1948—?)
- Ходотов, Николай Николаевич (1898—1929)
- Хотяинцов (Хотяинцев), Павел Иванович
- Хохлов, Константин Павлович
- Чарская, Лидия Алексеевна ( — 1924)
- Чарский, Владимир Васильевич
- Черкасов, Николай Константинович (1933—1965)
- Чернышёв, Иван Егорович
- Чернявская-Кузнецова, Мария Макаровна (1872—1878; 1882—1883)
- Честноков, Владимир Иванович (1924—1936, 1954—1968)
- Читау, Александра Михайловна
- Шаповаленко, Николай (актёр) (1887—1957)
- Шеин, Сергей Аристионович (сентябрь — октябрь 1892)
- Шкарин Константин Павлович ( — 1898)
- Шувалов, Иван Михайлович (сезон 1902/03)
- Шушерин, Яков Емельянович
- Юренева, Вера Леонидовна (1902—1903, 1920—1924, 1936—1939)
- Юрьев, Юрий Михайлович (1892—1917)
- Яблонский, Виктор Петрович
- Яблочкин, Александр Александрович
- Яблочкина, Серафима Васильевна
- Яковлев, Алексей Семёнович
- Яковлев, Кондрат Николаевич

### Современная[уточнить]труппа театра
Народные артисты России:
- Волков Игорь Николаевич
- Зиганшина Эра Гарафовна
- Карелина, Галина Тимофеевна
- Лисецкий, Владимир Алексеевич
- Мартон, Николай Сергеевич
- Паршин, Сергей Иванович, лауреат Государственной премии России
- Смирнова, Светлана Станиславовна

Заслуженные артисты России:
- Анисимов, Александр Александрович (актёр)
- Веретельникова, Галина Степановна
- Вознесенская, Ирина Петровна
- Волгин, Аркадий Наумович
- Гаврилова, Марина Александровна
- Горбачёва, Людмила Ивановна
- Долгинин, Михаил Андреевич
- Зимина, Елена Константиновна
- Коваленко, Виталий Владимирович
- Крейлис-Петрова, Кира Александровна
- Кузин, Валерий Анатольевич
- Кузнецова, Мария Владимировна
- Кузнецова, Татьяна Борисовна
- Кулиш, Татьяна Петровна
- Кульд, Рудольф Александрович
- Лепешенкова, Ирина Александровна
- Липец, Елена Алексеевна
- Миронов, Владимир Николаевич
- Немзер, Елена Яковлевна
- Панина, Наталья Вадимовна, лауреат Государственной премии России
- Романов, Вадим Валериевич
- Сысоев, Гелий Борисович
- Сытник, Семён Семёнович
- Шейченко, Светлана Константиновна
- Капитонов, Евгений Павлович, заслуженный артист Украины, лауреат Государственной премии СССР

## Репертуар театра

### Некоторые постановки прошлых лет
- 1831 — «Горе от ума» А. С. Грибоедова — первая постановка полного варианта пьесы
- 1836 — «Ревизор» Н. В. Гоголя — первая постановка
- 1857 — «Праздничный сон — до обеда» А. Н. Островского — первая постановка
- 1859 — «Гроза» А. Н. Островского — первая постановка
- 1889 — «Иванов» А. П. Чехова
- 1896 — «Чайка» А. П. Чехова — первая постановка
- Постановки Всеволода Мейерхольда: «У царских врат» Кнута Гамсуна (1908), «Шут Тантрис» Эрнста Харта, «Дон Жуан» Мольера (1910), «На полпути» Артура Пинеро (1914), «Зелёное кольцо» Зинаиды Гиппиус, «Стойкий принц» Кальдерона (1915), «Гроза» А. Островского (1916), «Маскарад» М. Лермонтова (1917).